# Spaceport America
Spaceport America is een commerciële ruimtehaven in New Mexico in de Verenigde Staten. Deze ligt direct ten westen van de militaire lanceerbasis White Sands Missile Range. Via deze ruimtehaven worden momenteel commerciële ruimtevluchten per SpaceShipTwo aangeboden door Virgin Galactic. Voor de opening van de ruimtehaven waren er al 430 vliegtickets verkocht voor circa €130.000,- per stuk. Naast ruimtevluchten zijn er plannen om in de toekomst ook snelle intercontinentale vluchten te laten vertrekken vanaf de ruimtehaven. Ook worden er sondeerraketten gelanceerd.
|  |

## Historie
Aanvankelijk hoopte Virgin Galactic de eerste vlucht met passagiers eind 2011, begin 2012 lanceren. Het duurde door technische tegenslag en een dodelijk ongeluk echter tot eind 2018 voor de eerste “ruimtevlucht” boven de grens van 50 mijl met een SpaceShipTwo werd uitgevoerd. In februari 2019 werd een “testpassagier” (een pilote van Virgin Galactic die voor passagier speelde) tot een hoogte van 89 kilometer gevlogen. Al deze testvluchten vonden echter nog niet plaats vanaf Spaceport America maar vanaf de Mojave Air and Space Port. In de zomer van 2019 verhuisde Virgin Galactic zijn vijftig man personeel naar Spaceport America. In februari 2020 volgden lanceervliegtuig VMS Eve en ruimtevliegtuig VSS Unity. In de loop van 2020 werden de eerste echte passagiersvluchten verwacht. In aanloop naar die vluchten voerde Virgin Galactic op 1 mei 2020 de eerste van vier geplande testvluchten vanaf Spaceport America uit. Dit betrof een glijvlucht. Nadat eind 2020 de eerste propulsieve vlucht vanaf deze ruimtehaven al na een seconde werd afgebroken werd op 22 mei 2021 de eerste keer de ruimte gehaald vanaf Spaceport America.
Met het aanstellen in 2011 van de nieuwe gouverneur van New Mexico, Susana Martinez, werd de raad van bestuur van de New Mexico Spaceport Authority compleet vervangen. Hiermee hoopt gouverneur Martinez extra geld vrij te maken voor het Spaceport-project.

## Gebruikers

### Huidige gebruikers
- Virgin Galactic
- UP Aerospace

Vanaf Spaceport America worden de sondeerraketten Spaceloft XL van UP Aerospace gelanceerd, die suborbitale ruimtevluchten uitvoeren. De eerste lancering op 25 september 2006 was een mislukking, de raket stortte kort na de lancering neer in de woestijn van New Mexico. De tweede lancering, op 28 april 2007 was wel een succes. Die raket had gecremeerde resten van onder meer astronaut Gordon Cooper en Star Trek-acteur James Doohan (Scotty) aan boord.
- Exos Aerospace

Exos Aerospace bestaat uit de mensen achter het raketprogramma van het eerdere bedrijf Armadillo Aerospace. Exos lanceert de sondeerraket SARGE die is gebaseerd op de STIG van Armadillo Aerospace

### Toekomstige gebruikers
- Payload Specialties

### Voormalige gebruiker
- Armadillo Aerospace

Het inmiddels opgeheven Armadillo Aerospace heeft de kleine sondeerraket "STIG" vanaf Spaceport America voor het eerst gelanceerd op 4 december 2011. De STIG-A bereikte een hoogte van meer dan 41 kilometer.. De derde lancering, STIG-A-III, bereikte op 28 januari 2012 een hoogte van 82 kilometer.
- SpaceX bouwde er een lanceerinstallatie voor supersonische hoppervluchten van hun testraket F9R-Dev 2. Het F9R-Dev 2-programma werd door verandering van tactiek overbodig en de F9R-Dev 2 heeft nooit gevlogen.